# Иа (фильм)
«Иа» (пол. IO) — художественный фильм польского режиссёра Ежи Сколимовского, премьера которого состоялась 19 мая 2022 года на Каннском кинофестивале. Главные роли в фильме сыграли Матеуш Косьцюкевич и Изабель Юппер. В центре сюжета находится ослик, в связи с чем критики сравнивают фильм с картиной Робера Брессона «Наудачу, Бальтазар». Картина получила приз жюри и приз за лучший саундтрек на Каннском кинофестивале, была номинирована на «Оскар».

## Сюжет
Главный герой фильма — серый ослик по имени Иа, который выступает в цирке. После выхода закона, запрещающего представления с животными, Иа забирают у его хозяйки Кассандры. Он отправляется в путешествие и оказывается на конюшне, на ослиной ферме, в ветеринарной клинике. В пути Иа становится свидетелем разного рода драматичных событий, на которые не может повлиять.

## В ролях
- Сандра Држимальска — Кассандра
- Лоренцо Зурзоло — Вито
- Матеуш Косьцюкевич — Маттео
- Изабель Юппер — графиня
- Этторе, Хола, Мариетта, Мела, Рокко и Тако — осёл Иа
- Лолита Шамма — Дора

## Релиз и оценки
Премьера «Иа» состоялась 19 мая 2022 года на Каннском кинофестивале. Фильм получил приз жюри и приз за лучший саундтрек (композитор — Павел Микетын). Его высоко оценили критики. Марк Эш из Little White Lies написал: «по своему замыслу, как экзистенциальная поэма о бесчеловечности человечества, выносливости к страданиям и способности к благодати, „Иа“ оказывается невероятным и непредсказуемым актом высокого искусства». По мнению Дэвида Катца из The Film Stage, работая с оператором Михалом Дымеком, «Сколимовски находит эффектный новый киноязык для того, чтобы показать отличный от человеческого взгляд на мир».
Ефим Гугнин («Фильм.ру») констатировал в своей рецензии, что Сколимовский использовал в «Иа» идею фильма Робера Брессона «Наудачу, Бальтазар», где главным героем тоже является осёл. По мнению этого критика, картина может оцениваться на двух уровнях: и как простая трогательная история о злоключениях ослика, и как «весьма депрессивное размышление о роли искусства в жизни».
«Иа» вошёл в шорт-лист из 15 номинантов на кинопремию «Оскар» в категории «Лучший иностранный художественный фильм». Он занял четвёртое место в списке 10 лучших фильмов 2022 года по версии Cahiers du Cinéma//.